# Кларк (округ, Индиана)
Кларк (англ. Clark County) — округ в США, штате Индиана. По состоянию на 2010 год, численность населения составляла 110 232 человек. 

## История
Был основан 3 февраля 1801 года, получил своё название в честь американского генерала Джорджа Роджерса Кларка.
5 января 1937 года стал повышаться уровень воды на реке Огайо, что ознаменовало начало Великого наводнения, которое начало отступать только месяц спустя.

## География
По данным Бюро переписи США, общая площадь округа равняется 975,0 км², из которых 965,7 км² суша и 9,3 км² или 0,96 % это водоёмы.

### Соседние округа
- Скотт (Индиана) — север
- Джефферсон (Индиана) — северо-восток
- Тримбл (Кентукки) — восток
- Олдем (Кентукки) — юго-восток
- Джефферсон (Кентукки) — юг
- Флойд (Индиана) — запад
- Вашингтон (Индиана) — северо-запад

## Демография
По данным переписи населения 2000 года в округе проживает 96 472 жителей в составе 38 751 домашних хозяйств и 26 544 семей. Плотность населения составляет 99 человек на км². На территории округа насчитывается 41 176 жилых строений, при плотности застройки 42 строения на км². Расовый состав населения: белые — 90,30 %, афроамериканцы — 6,63 %, коренные американцы (индейцы) — 0,26 %, азиаты — 0,59 %, гавайцы — 0,04 %, представители других рас — 0,79 %, представители двух или более рас — 1,40 %. Испаноязычные составляли 1,86 % населения независимо от расы .
В составе 31,40 % из общего числа домашних хозяйств проживают дети в возрасте до 18 лет, 52,10 % домашних хозяйств представляют собой супружеские пары проживающие вместе, 12,50 % домашних хозяйств представляют собой одиноких женщин без супруга, 31,50 % домашних хозяйств не имеют отношения к семьям, 26,30 % домашних хозяйств состоят из одного человека, 9,30 % домашних хозяйств состоят из престарелых (65 лет и старше), проживающих в одиночестве. Средний размер домашнего хозяйства составляет 2,45 человека, и средний размер семьи 2,95 человека.
Возрастной состав округа: 24,20 % моложе 18 лет, 9,00 % от 18 до 24, 30,60 % от 25 до 44, 23,80 % от 45 до 64 и 12,30 % от 65 и старше. Средний возраст жителя округа 36 лет. На каждые 100 женщин приходится 94,70 мужчин. На каждые 100 женщин старше 18 лет приходится 91,70 мужчин.
Средний доход на домохозяйство в округе составлял 40 111 USD, на семью — 47 412 USD. Среднестатистический заработок мужчины был 32 197 USD против 24 033 USD для женщины. Доход на душу населения был 19 936 USD. Около 6,00 % семей и 8,10 % общего населения находились ниже черты бедности, в том числе — 10,20 % молодежи (тех кому ещё не исполнилось 18 лет) и 7,50 % тех кому было уже больше 65 лет.